# FRISK

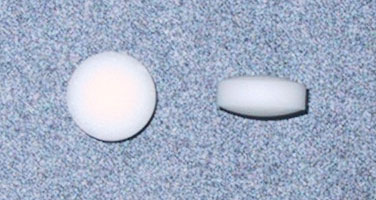
FRISK（ペパーミント味）のタブレット。

FRISK （フリスク） はオランダのペルフェティ・ファン・メレ社が世界展開するミント風味のシュガーレス清涼菓子ブランド。
1986年にベルギーの薬局で錠菓として販売されたのが最初である。日本ではクラシエ株式会社 フーズカンパニー（旧・カネボウフーズ株式会社→クラシエフーズ株式会社）が1992年に発売を開始した。このほか、本商品の他社コンテンツライセンスをサンリオが取得している。
キャッチコピーは「SHARPENS YOU UP」である。訳すと「あなたを鋭くする（物）」で、意訳すれば「あなたを冴えさせる（物)」となる。なお「frisk」はデンマーク語・スウェーデン語で「新鮮な」を意味する。英fresh・独frischと同語源である。
強いミントの刺激と持続する清涼感が特徴で、タブレット菓子の代表的存在ともいえる。眠気覚ましや気分転換に用いる人もいる。

## 商品ラインアップ
FRISKは各風味ごとにイメージカラーが設定されている。本項ではイメージカラーが分かり易いように名称の前に掲載している。なお、色名やカラーコードは公表されていないため、正確な色ではない。販売開始当初、容器は白で統一されており、ロゴタイプの色でフレーバーを区別していたが、「エクストラミント」や「ブラックミント」以降に発売されたフレーバー（ハーブミントを除く）は容器ごとに色を変えることでより区別しやすくなっている。
- ミントタブレット （50粒入り）
  - ■ ペパーミント - 1992年12月発売。
  - ■ スペアミント - 1996年9月発売。
  - ■ ユーカリミント
  - ■ ライムミント - 2004年発売。2011年に販売を終了したが、2015年11月に期間限定で復活発売した。その為、パッケージ正面左上に「REVIVAL(復活)」のマークがある。
  - ■ ベリーミント - 2004年5月発売。日本国内限定。2014年3月にリニューアルし、フレーバーのイメージカラーが発売当時の仕様に戻された。
  - ■ エクストラミント - 沖縄県を除く九州地方と北海道で地域限定発売。他のエリアでもプラザ（旧ソニープラザ）限定で販売。
  - ■ ブラックミント - 2008年5月発売。前述の「エクストラミント」の後継で、日本国内限定と推測される。
  - ■ バイオレット - 日本未発売
  - ■ ホワイト - 日本未発売
  - ■ スウィートミント - 日本未発売
  - ■ オレンジミント - 2010年2月発売
  - ■ ピンクグレープフルーツ - 2010年8月発売
  - ■ マスカットミント - 2011年2月発売
  - ■ グリーンライムミント - 2011年6月発売、「ライムミント」の後継製品。
  - ■ レモンミント - 2011年9月発売
  - ■ スパークリングワインミント - 2012年11月発売、日本上陸20年目を記念した期間限定フレーバー。
  - ■ ハーブミント - 2013年9月発売
  - ■ スイートオレンジミント - 2014年3月発売、以前発売されていた「オレンジミント」から苦みを取り除き、風味を改良したフレーバー。
  - ■ ローズミックスミント - 2014年9月発売、ローズ系フレーバー。当社製品「ふわりんかソフトキャンディ」と同じ香料を使用。
  - ■ チルドミント - 2015年2月発売
  - ■ エナジーミント - 2015年8月発売。本品は「FRISK」ロゴの色が黒～赤系のグラデーションカラーとなっている。
  - ■ コーラミント - 2016年3月発売。本品は基本デザインは踏襲するものの「FRISK」ロゴの色が白、ケースが黒、ラベルが赤基調と、複数のカラーを採用している。
- フリスク ネオ（50粒入り）
  - ■ ペパーミント - フリスク ネオ シリーズ、以下2つのフレーバーとともに2012年3月発売。
  - ■ ピエモンテミント - 「ピエモンテ」とは、ミント料理で有名なイタリア北西部の州（ピエモンテ州）のこと。
  - ■ ストロベリーミント - 2013年3月発売
  - ■ レモンミント - 2014年5月発売
  - ■ フライトニングミント - 2015年3月発売。唐辛子成分配合のフレーバー。村上隆とのコラボレーション製品で、ケースデザインが異なるほか、タブレットがドクロの形となる。数量限定。発売当初はコンビニエンスストアに限定していたが、同年6月よりスーパーマーケットやドラッグストアにも販路を拡大した。
  - ■ ブルーミングチェリー - 2015年3月発売。チェリー風味のフレーバー。村上隆とのコラボレーション製品で、ケースデザインが異なるほか、タブレットが花形となる。数量限定。発売当初はコンビニエンスストアに限定していたが、同年6月よりスーパーマーケットやドラッグストアにも販路を拡大した。
  - ■ ミックスフルーツ - 2015年6月発売。シトラスをベースにフルーツをブレンドしたフレーバー。村上隆とのコラボレーション製品で、象徴的なモチーフである目の形の「めめめ」をテーマに白を基調としたケースデザインを採用しており、タブレットが目玉形状となる。コンビニエンスストア限定・数量限定。
  - ■ フレッシュアセロラ☆ - 2015年9月発売
  - ■ グレープ☆ - 2016年3月発売
  - ■ホワイトピーチ☆ - 2018年2月発売[3]
  - ■メロン
- ガム （15粒入り）
  - ■ ペパーミント
  - ■ ライムミント
  - ■ ピンクグレープフルーツ
- ガム（38g缶ケース/104gボトル）
  - ■ ペパーミント - 2014年2月に缶ケース入り仕様として再発売。背面に捨て紙がセットされている。CVS・駅売店で先行発売し、翌月からスーパーマーケットやドラッグストアにも販路を拡大。2015年3月にはプラスチックボトル入りの大容量104g入りを追加発売。
  - ■ スペアミント - 2014年8月発売
- リキッドタブレット （28粒入り）
  - ■ ペパーミント - 静岡県・関東地方・北海道で地域限定発売。

フリスクリキッドタブレットは過去、日本公式サイト内で掲載されていたが、販売終了により現在は掲載されていない。なお、上記ラインナップ以外の商品も海外では販売されている。
また、以下の商品も販売されている。全て、メントールやメントール香料を配合し爽快感とFRISKの香りにこだわった、暑い夏を乗り切るための必須アイテム。
- 冷却スプレー
- ボディソープ
- フェイシャルシート
- ボディシート

2024年5月27日にはダイドードリンコがペルフェティ・ファン・メレ社のライセンス使用により、世界初となるFRISKブランドの炭酸飲料も発売された。本品はGABAを機能性関与成分として配合された機能性表示食品となる。
- ■FRISK SPARKLING【機能性表示食品】
- ■FRISK SPARKLING GRAPE【機能性表示食品】 - 2025年5月発売

## 原産国
以前は原産国がベルギーだったが、2006年ごろから日本で販売されているものはオランダに変わっている。理由は当時のカネボウフーズによれば、FRISK社が工場をベルギーからオランダに移転したため、とのこと。

## パッケージ
白を基調としシンプルにデザインされたパッケージは多くの人に支持されている。その色彩と直線的なその形状は、後に発売されたデジタルオーディオプレーヤー・iPod shuffle（初代）と似た印象を与える。なお、逆にiPod shuffleを意識してか、FRISKと同一デザインのデジタルオーディオプレーヤーが製作され、『フリスク デジ・プレ キャンペーン』という懸賞の景品になった。付加機能としてFMラジオ受信機能とボイスレコーダ機能を有する。

## メディアへの登場
- 漫画「クレヨンしんちゃん」の作品中に「フリスクゴツブハオオスギル」(フリスク5粒は多過ぎる)という呪文が登場したことがある。
- 漫画「ピューと吹く!ジャガー」第370笛は「マスクしたままフリスク食うと目がスースーして危険」というタイトルだった。
- テレビ番組「雨上がり決死隊のトーク番組アメトーク!」（テレビ朝日）でフリスクが好きなお笑い芸人がフリスクに関するトークをする『フリスク芸人』という企画が放送された。
- ダウンタウンのガキの使いやあらへんで!!の企画「これやってみたかってん! 絶対においしい○○選手権」にて遠藤章造がフリスクを用いた数々の料理を披露した。
- 漫画「SKET DANCE」の作品中に、「フリスケ(FRISKE)」という名の清涼菓子が登場している（パッケージ、タブレット共にFRISKと類似している）。
- 漫画「抱かれたい男一位に脅されています」の作品中に「フレスク」という清涼菓子が登場する。

## FRISK LABEL
2011年9月12日、クラシエフーズがフリスク新フレーバー「レモンミント」の発売を記念して、自社音楽レーベル『FRISK LABEL』を立ち上げることが発表され、10月3日から10月30日までの期間限定で特設サイトがオープンした。